# 川端一彰
川端 一彰（かわばた かずあき、1968年3月12日 - ）は、和歌山県和歌山市出身の元プロ野球選手（内野手、外野手）。
現在は、横浜DeNAベイスターズのチーム運営部スコアラー。

## 経歴
星林高校から中央大学へ進学。1学年上に笘篠賢治、2学年下に中山雅行がいた。入学時は2部リーグも、1部昇格した2年春からレギュラーとなり、4年春は東都大学リーグ3位となる打率.357を記録するが当時の中大は低迷期にあり、入替戦で敗れると最後の秋季リーグ戦は2部。一部リーグ通算60試合出場、209打数53安打、打率.254、2本塁打、8打点。
1989年のプロ野球ドラフト会議にて横浜大洋ホエールズから5位で指名を受けて入団。契約金4000万円・年俸480万円（金額は推定）と決まった。
内外野どちらもこなすユーティリティプレイヤーで、シュアなバッティングも持ち味で二軍では1992年に首位打者になるものの、一軍ではなかなか出場機会を得られなかった。
プロ3年目の1992年に一軍初出場を果たし、1996年に監督就任した大矢明彦に見出だされ一軍に定着すると、いぶし銀の打撃と成功率の高いバントで存在感を発揮。進藤達哉と三塁の定位置を争い36試合に先発出場した。翌1997年は主に外野の準レギュラーとして活躍。チームが38年ぶりの優勝を果たした1998年は、駒田徳広・ロバート・ローズ・進藤達哉・石井琢朗といった鉄壁の内野陣がある中で、万永貴司とともに貴重な内野の控えとして優勝に貢献した。
その後は故障で二軍生活を余儀なくされ、2000年限りで現役を引退。功労者として10月10日に秋元宏作と共に引退試合が行われた。
内外野と守備位置がころころ変わったのは、出場機会を得るためとは言え、結果として器用貧乏と揶揄されることにもなった。
引退後の2001年からは横浜のスコアラーを務め、2007年に大矢が監督に復帰してからは大矢の脇に座り、ブレーンとして活躍した。

## 詳細情報

### 年度別打撃成績
| 年 度     | 球 団     | 試 合 | 打 席 | 打 数 | 得 点 | 安 打 | 二 塁 打 | 三 塁 打 | 本 塁 打 | 塁 打 | 打 点 | 盗 塁 | 盗 塁 死 | 犠 打 | 犠 飛 | 四 球 | 敬 遠 | 死 球 | 三 振 | 併 殺 打 | 打 率 | 出 塁 率 | 長 打 率 | O P S |
| --------- | --------- | ----- | ----- | ----- | ----- | ----- | -------- | -------- | -------- | ----- | ----- | ----- | -------- | ----- | ----- | ----- | ----- | ----- | ----- | -------- | ----- | -------- | -------- | ----- |
| 1992      | 大洋 横浜 | 3     | 2     | 2     | 0     | 0     | 0        | 0        | 0        | 0     | 0     | 0     | 0        | 0     | 0     | 0     | 0     | 0     | 1     | 0        | .000  | .000     | .000     | .000  |
| 1993      | 大洋 横浜 | 2     | 1     | 1     | 0     | 0     | 0        | 0        | 0        | 0     | 0     | 0     | 0        | 0     | 0     | 0     | 0     | 0     | 0     | 0        | .000  | .000     | .000     | .000  |
| 1995      | 大洋 横浜 | 6     | 7     | 7     | 0     | 1     | 0        | 0        | 0        | 1     | 2     | 0     | 0        | 0     | 0     | 0     | 0     | 0     | 1     | 0        | .143  | .143     | .143     | .286  |
| 1996      | 大洋 横浜 | 80    | 163   | 146   | 20    | 40    | 4        | 2        | 2        | 54    | 9     | 0     | 0        | 10    | 0     | 6     | 0     | 1     | 28    | 2        | .274  | .307     | .370     | .677  |
| 1997      | 大洋 横浜 | 69    | 146   | 122   | 13    | 37    | 7        | 3        | 1        | 53    | 15    | 1     | 2        | 6     | 2     | 16    | 0     | 0     | 24    | 2        | .303  | .379     | .434     | .813  |
| 1998      | 大洋 横浜 | 43    | 63    | 54    | 5     | 12    | 2        | 0        | 0        | 14    | 1     | 0     | 2        | 5     | 0     | 4     | 0     | 0     | 11    | 0        | .222  | .276     | .259     | .535  |
| 2000      | 大洋 横浜 | 1     | 1     | 1     | 0     | 0     | 0        | 0        | 0        | 0     | 0     | 0     | 0        | 0     | 0     | 0     | 0     | 0     | 0     | 0        | .000  | .000     | .000     | .000  |
| 通算：7年 | 通算：7年 | 204   | 383   | 333   | 38    | 90    | 13       | 5        | 3        | 122   | 27    | 1     | 4        | 21    | 2     | 26    | 0     | 1     | 65    | 4        | .270  | .323     | .366     | .690  |

- 大洋（横浜大洋ホエールズ）は、1993年に横浜（横浜ベイスターズ）に球団名を変更

### 記録
- 初出場：1992年6月2日、対読売ジャイアンツ9回戦（東京ドーム）、8回表に有働克也の代打で出場
- 初打席：同上、8回表に宮本和知の前に三振
- 初安打・初打点：1995年10月3日、対ヤクルトスワローズ25回戦（横浜スタジアム）、3回裏に島田直也の代打で出場、山本樹から2点適時打
- 初先発出場：1996年4月24日、対阪神タイガース2回戦（横浜スタジアム）、2番・三塁手として先発出場
- 初本塁打：1996年6月2日、対広島東洋カープ11回戦（横浜スタジアム）、9回裏に井上祐二から左越3ラン

### 背番号
- 38 （1990年 - 2000年）